# Hilde Van Sumere
Hilde Van Sumere, née à Beersel le 15 octobre 1932 et morte à Asse le 13 mai 2013, est une sculptrice belge. Elle est l'une des principales représentantes du constructivisme dans son pays et un membre de l'Académie royale flamande de Belgique pour les Sciences et les Arts (Koninklijke Vlaamse Academie van België voor Wetenschappen en Kunsten).

## Biographie
Native de la province flamande du Brabant, elle étudie les arts plastiques à l'Académie royale des beaux-arts de Bruxelles de 1958 à 1964, en suivant les cours de l'architecte et sculpteur Jacques Moeschal, avant de devenir son assistante, de 1965 à 1966.
Après l'obtention d'une bourse d'études, Hilde Van Sumere séjourne en Tchécoslovaquie en 1968, puis à Carrare, en Toscane, en 1971. L'Italie est comme une seconde patrie pour la jeune artiste, qui se plaît à travailler dans les carrières de marbre blanc de Carrare, qui devient l'un de ses matériaux de prédilection.
Elle développe son propre style de sculpture abstraite, qui se caractérise par une expression géométrique. Ses matériaux de prédilection sont l'acier, le polyester, le plexiglas, le bronze et le marbre. 
Ses œuvres monumentales lui valent un succès international avec, entre autres,  Driehoek in beweging, visible dans la station de métro bruxelloise d'Osseghem, les 7 sculptures de la Genèse (1981-1982) qui décorent le hall d'entrée de la chaîne de télévision néerlandaise de NCRV à Hilversum, le Chemin de Croix, acheté par l'Université de Louvain, et Peace, sculpture monumentale créée à l'occasion des Jeux Olympiques de Pékin en 2008 et qui décore de façon permanente un parc du centre de Bejing. Une autre de ses œuvres monumentales, II=I, décore l'entrée du bâtiment de la VRT, entreprise chargée du service public de la radio et de la télévision de langue néerlandaise à Bruxelles.
En 1995, Hilde Van Sumere devient membre de l'Académie Royale flamande de Belgique des Sciences et des Arts.
Elle meurt le 13 mai 2013 à Asse des suites d'une longue maladie, âgée de 80 ans.